# Обрезка (полиграфия)

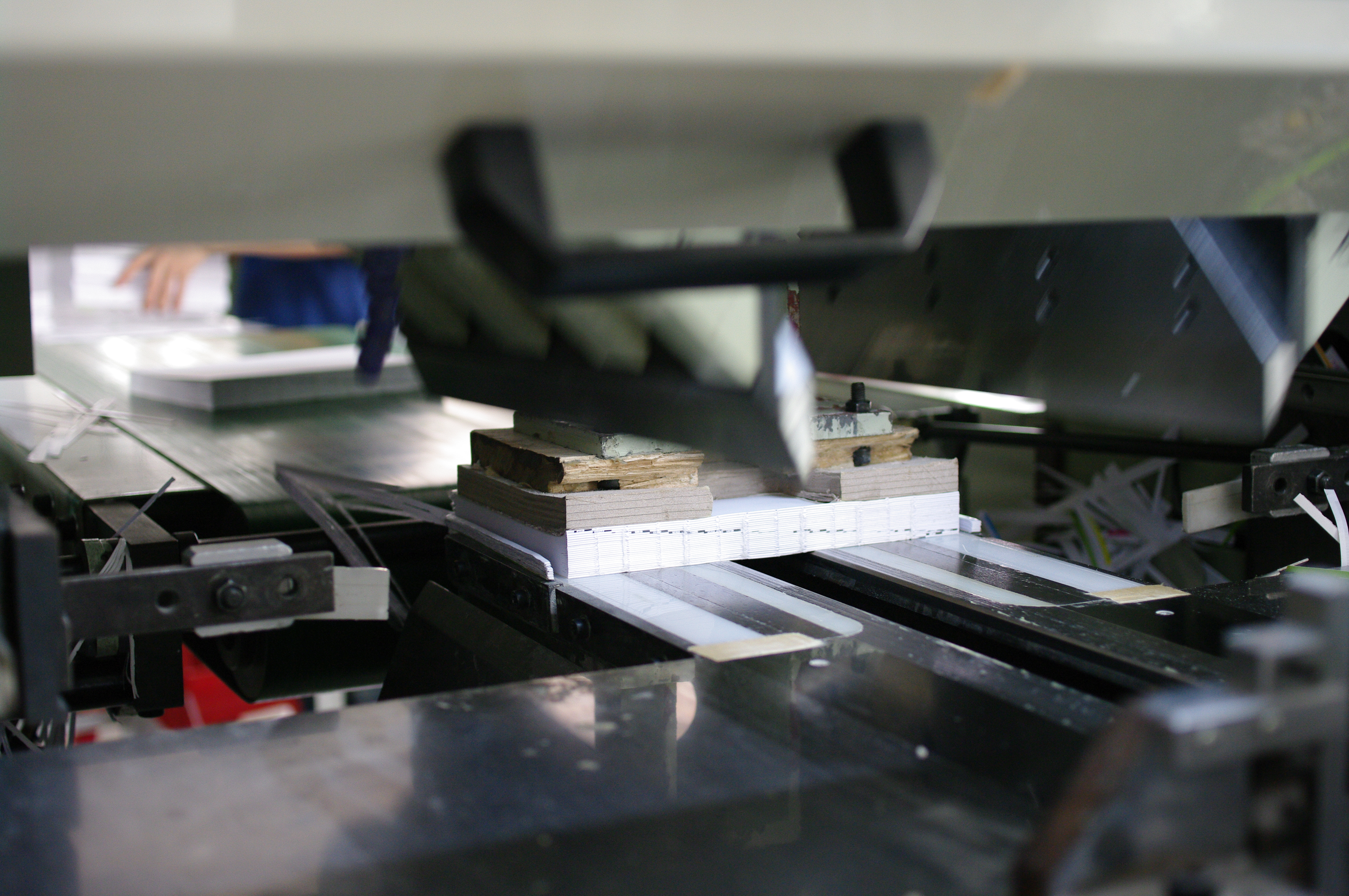
Обрезка печатной продукции в типографии

Обрезка книги — стадия технологического процесса производства книги, на которой края страниц книжного блока обрезают так, чтобы все страницы складывались с точным выравниванием краёв. Считается самой трудной и кропотливой операцией во всем технологическом процессе переплёта книг. Обрезка блоков позволяет успешно выполнять последующие операции механической обработки корешка блока, получить точный размер блока, соответствующий формату издания и размерам отдельно изготовляемой переплётной крышки, получить внешне привлекательный вид открытых торцов готовой книги, а также обеспечивает свободный доступ к каждой странице книги.
Обрезка выполняется либо с помощью гидравлического триммера, который может обрезать целую книгу за один или два прохода, либо (до изобретения гидравлических триммеров) — режущим или прижимным прессом. Современная автоматическая резальная машина — стопорезка — обладает производительностью до 50—70 книг в минуту. В настоящее время в России обрезку блоков на малых полиграфических предприятиях, как правило, выполняют на малоформатных одноножевых резальных машинах типа БР-72 (Роменский ЗПМ, Украина), Seypa 92 SP (фирма «Перфекта», ФРГ) или Polar ЕМ 92 (фирма «Полар», ФРГ). На этих обрезных машинах обрезку выполняют последовательно в три приёма: сначала обрезается нижнее поле, затем верхнее и в последнюю очередь — переднее. На средних и крупных полиграфических предприятиях обрезка выполняется на трёхножевых резальных машинах — полуавтоматах и автоматах 2БРТ-125/450 (Роменский ЗПМ, Украина), имеющих производительность 45 и 100 цикл/мин.
Качество обрезки с трёх сторон оценивается по формату, геометрической форме блоков после обрезки, состоянию обрезов и корешка. Нарушение первых двух показателей приводит к несоответствию блока переплётной крышке, что вызывает трудности при вставке. Отклонения могут быть вызваны плохим выравниванием привёртки перед обрезкой, неточной регулировкой упоров и ножей, большой высотой привёртки. Чем выше привёртка блоков при обрезке, тем точность обрезки ниже: ±0,25мм — при высоте до 5 мм; ±0,3 мм — при высоте от 5 до 30 мм; а ±0,7 мм — при высоте от 30 до 60 мм.